# A.C. Milan w sezonie 1947/1948

Klubowe barwy Milanu

Osiągnięcia piłkarskiego zespołu A.C. Milan w sezonie 1947/1948.

## Osiągnięcia
- Serie A: 2. miejsce

## Podstawowe dane
- Oficjalna nazwa klubu: Associazione Calcio Milan
- Siedziba klubu: Via del Lauro 4
- Boisko: San Siro; Arena Civica
- Prezes klubu:  Umberto Trabattoni
- Trener zespołu:  Giuseppe Bigogno
- Kapitan drużyny:  Giuseppe Antonini I